# ستروبكوف
ستروبكوف (بالسلوفاكية: Stropkov)‏ مدينة في شمال شرق سلوفاكيا وتتبع إقليم بريشوف.

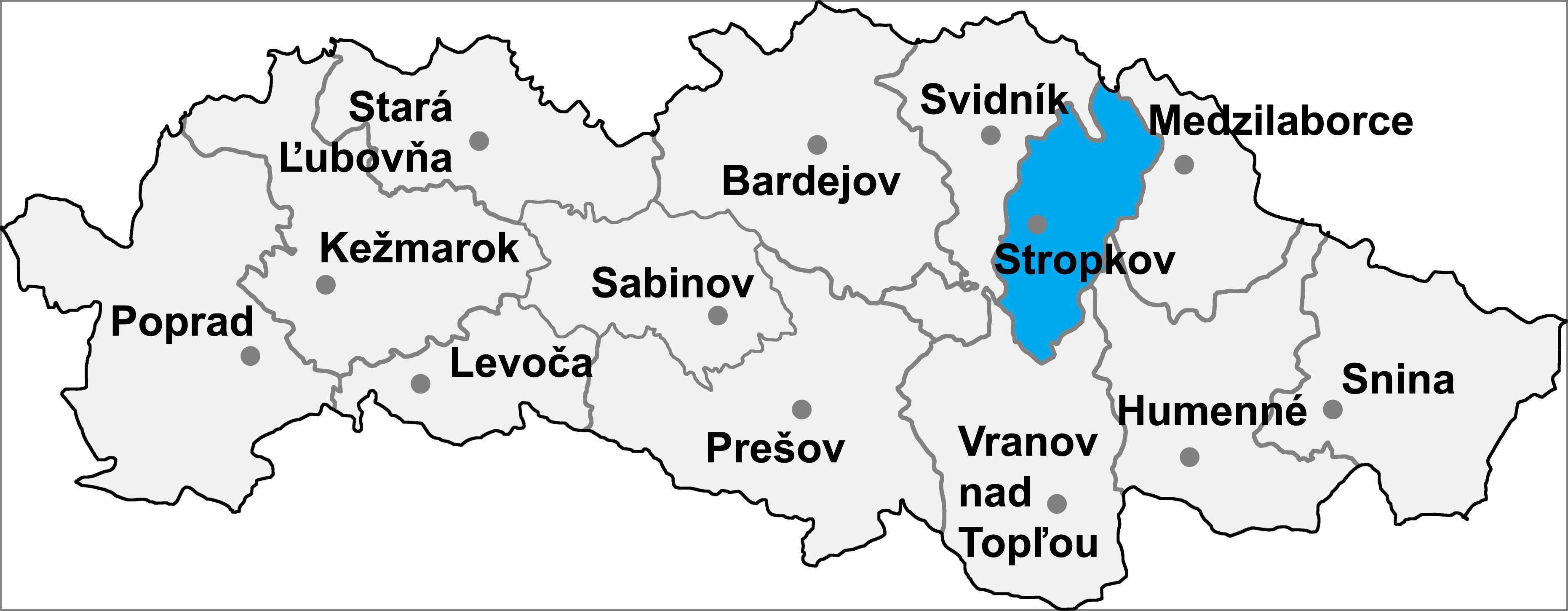
موقع ستروبكوف في إقليم بريشوف

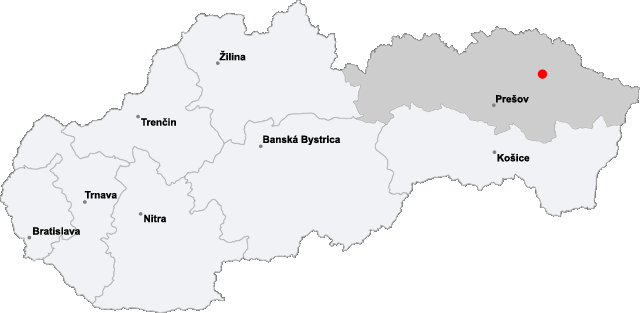
موقع ستروبكوف في سلوفاكيا

## أعلام
- ماريك شبيلار
- لوبوش ميخيل
- أنتون فليشار